# Édouard-Alfred Martel
Édouard-Alfred Martel (Pontoise, 1 de juliol de 1859 - St Thomas la Garde, no lluny de Montbrison, 3 de juny de 1938), fou un advocat francès apassionat de les ciències naturals i la geografia que és considerat el fundador de l'espeleologia moderna.

## Biografia

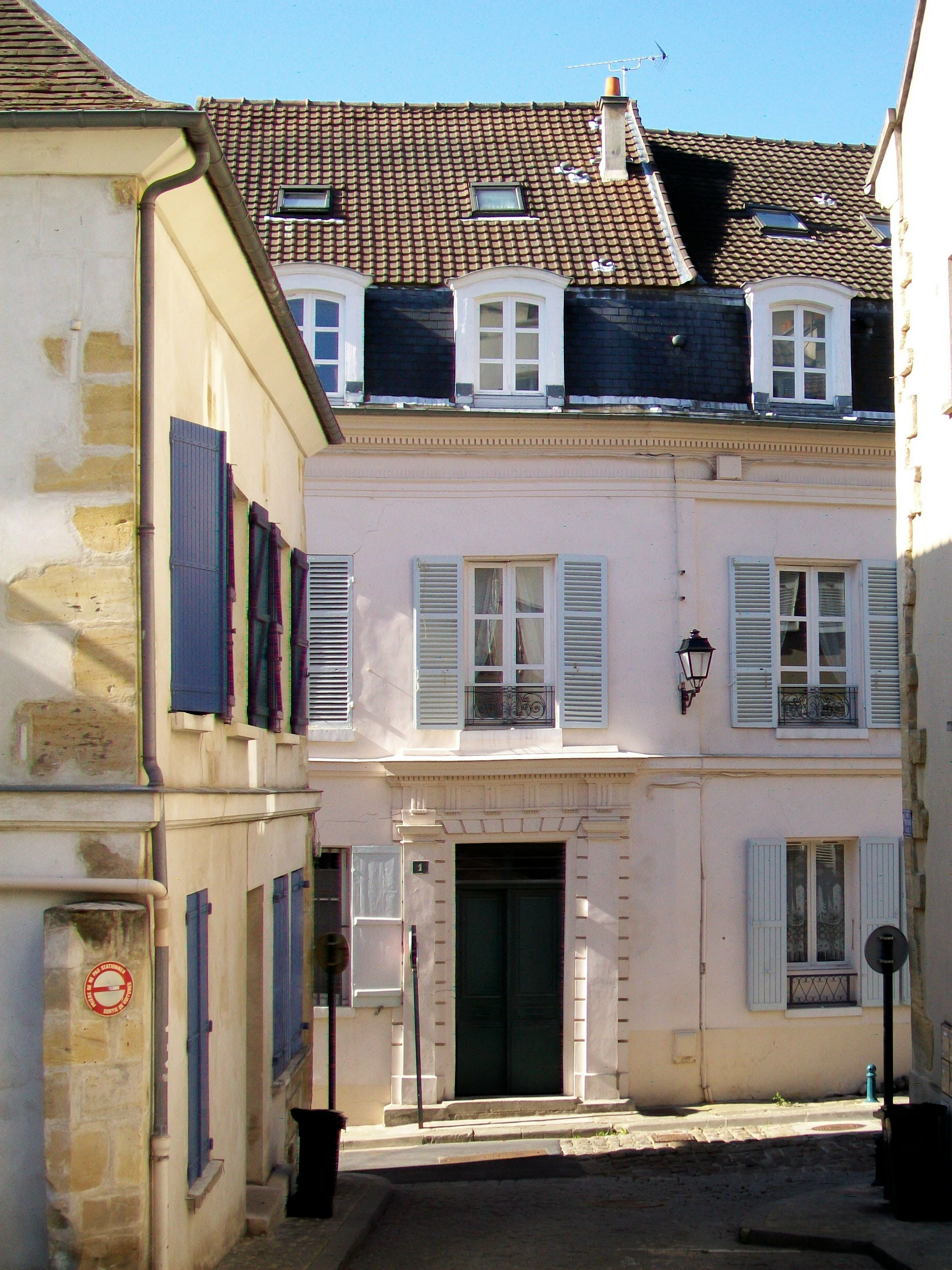
La casa natal d'Édouard-Alfred Martel, 1 rue de la forêt, Hardelot, al centre antic de Pontoise.

Édouard-Alfred Martel va néixer a Pontoise, a Seine-et-Oise l'1 de juliol de 1859. Fill d'una família d'advocats, va estudiar al Lycée Condorcet a París. De molt jove, es va convertir en un apassionat de la geografia i de les ciències naturals, i el 1877 va guanyar el primer premi en el concurs general de geografia. Va ser un gran lector de l'obra de Jules Verne. El 1866, de vacances amb els seus pares, va visitar les coves de Gargas als Pirineus. Altres viatges li van permetre recórrer Alemanya, Àustria i Itàlia. El 1879, va visitar la gruta d'Adelsberg, Àustria, un vast conjunt de coves.
El 1886, després d'acabar el seu servei militar, va obtenir la llicenciatura de dret i es va convertir en advocat acreditat en el Tribunal de Comerç del departament del Sena. Martel va consagrar el seu temps lliure i les vacances a viatjar a través de França. Durant aquests viatges, va realitzar treballs de cartografia. Des de 1883, es va interessar en els altiplans desèrtics dels Causses, conformades per les goles del Tarn, del Jonte, del Dourbie i del Lot.
El juny de 1888, va començar la seva carrera d'espeleòleg a l'abisme de Bramabiau (Gard). S'endinsa amb alguns companys en una cavitat rocosa per la qual s'abisma un rierol conegut com a Bonheur [felicitat] i reapareixen més lluny, en l'abisme de Bramabiau. Aquesta expedició consta de dos quilòmetres de galeries. Aquell mateix juny va explorar amb el mateix equip la gruta de Dargilan, vorejant les goles del Jonte (Losera) durant un quilòmetre i mig.
El 1889, va publicar una col·lecció d'observacions, que va intitular Les Cévennes, en la qual va descriure aquesta regió i les seves belleses. També va visitar la Gouffre de Padirac, prop de Rocamadour, un ampli i profund pou en el Causse de Gramat. Allí va descobrir un riu subterrani, a 100 metres de profunditat, i acompanyat del seu primer Gaupillat, ho va explorar amb l'auxili d'una canoa descobrint uns dos quilòmetres de noves galeries.
El juliol de 1890, es va casar amb Aline de Launay, germana de Louis de Launay, professor de geologia i futur membre de l'Acadèmia de Ciències. La col·laboració de Louis de Launay proporcionarà una base científica a algunes de les publicacions Martel, incloent articles en la revista La Nature, de la qual Martel i Launay seran després successivament editors caps. El 1894, va publicar Les Abîmes, una obra en la qual va descriure les meravelles del món subterrani que havia descobert i visitat durant les sis campanyes que va realitzar des de 1888 fins a 1893. Durant aquest període, va visitar i va enumerar més de 230 coves i grutes. Va reconèixer més de 250 quilòmetres de galeries de les quals va realitzar aixecaments i descripcions precises. Es narren en aquest llibre aquestes exploracions fetes en companyia de Louis Armand, un dels seus amics ferrers. Louis Armand tard es va convertir més endavant en el seu cap.
El 1895, va ampliar el seu camp de recerca i va organitzar expedicions a Irlanda i Anglaterra. Va descobrir el llac subterrani de Marble Arch a Irlanda del Nord. A Yorkshire va fer el primer descens en l'avenc de Gaping Gill, un pou regat de 110 metres. Aquell mateix any, va fundar la Societat d'Espeleologia i va llançar un butlletí periòdic, Spelunca.
El 1896, va ser convidat per l'arxiduc Lluís Salvador, cosí de l'emperador austríac Francesc Josep I d'Àustria. Amb el seu supervisor i company Louis Armand, va explorar el subsòl de l'illa de Mallorca. A les coves del Drach, prop de PortoCristo, va descobrir el llac subterrani més gran de l'època.
Anant de gesta en gesta, multiplicà les exploracions. La seva prioritat va ser el subsòl dels Causses. També va explorar les grutes i cavernes de les regions calcàries de Savoia, del massís del Jura, de la Provença i els Pirineus. Va viatjar per tot Europa, Bèlgica, Dalmàcia, Bòsnia i Hercegovina, Montenegro, on va estudiar durant el Trebišnjica, el riu subterrani més llarg del món. També va viatjar a Grècia.
El 1897, desena campanya d'excavacions i descobriments amb Louis Armand d'uns pous naturals, al Causse Méjean, a Losera, que més tard es va convertir en l'Aven Armand. El 1899, va deixar finalment la seva vida professional per dedicar-se a la recerca científica.
El 1905, va explorar el Gran Canó del Verdon sempre amb el seu mestre i amic Louis Armand i alguns altres. En la mateixa època, no va poder reconèixer l'art parietal paleolític (Font de Gaume, Niaux) i es barallà amb l'abat Henri Breuil, prehistoriador ja cèlebre.
El 1906, va ser el primer home a explorar les goles de Kakouetta. Va ser editor de La Nature de 1905 fins a 1909 i es va consagrar a la Societat de Geografia de París de la qual va ser elegit president el 1928. El 1912, va visitar durant 3 dies la cova del Mamut, a Kentucky.
Edward Alfred Martel va morir el 3 de juny de 1938 en St Thomas la Garde, no lluny de Montbrison, en el Loira.

## Protecció de l'aigua
El 14 de juliol de 1891, va resultar altament intoxicat després de beure d'un bouillon de veau en la gruta de Laberrie, a Catus, a Lot. Un cadàver de vedell en descomposició havia contaminat l'aigua que Martel havia begut en el ressorgiment, a la font de Graudenc, a uns 250 metres al sud a vol d'ocell. Va dirigir una carta al Prefecte de Lot comunicant-li aquest enverinament. El 1894, va demostrar en Les abîmes que «la presència de matèria en descomposició en el fons d'un avenc podria contaminar una font distant uns centenars de metres o diversos quilòmetres». En els seus escrits, no va cessar de denunciar repetidament la contaminació de l'aigua pels animals morts. El 30 de gener de 1899 va defensar el seu cas davant la Cambra de diputats de França.
Gràcies als esforços conjunts de Martel i del professor Eugène Fournier, es va introduir l'article 28 en la llei relativa a la salut pública de 15 de febrer de 1902. Va prohibir el llançament de cadàvers d'animals i de detrits putrescibles en les coves. Aquest text oficial és conegut com la llei de Martel. Més tard va ser derogada i substituïda per altres lleis.
El 5 de gener de 1909, es va convertir en membre titular del Consell d'Higiene Pública de França.

## Títols i distincions
- Gran premi de les ciències físiques atorgat per l'Acadèmia de Ciències de França el 1907;
- Oficial de la Legió d'Honor rebuda el 22 de juliol de 1909 (Ministeri de la Guerra, pels serveis prestats en l'estudi de qüestions d'higiene militar, epidèmies de febre tifoide de Cherbourg i Saint-Brieuc);
- Medalla d'Or des Épidémies (Servei d'Higiene), rebut el 12 de gener de 1922;
- Comandant de la Legió d'Honor, rebuda l'11 de juny de 1927, durant la cerimònia d'inauguració de la seva pròpia estàtua erigida en la riba del riu Tarn.
- Un dels avencs del Parc nacional Jaua-Sarisariñama porta el seu nom a Veneçuela, prop de la frontera amb Brasil.

## Influència internacional
Segons Bernard Gèze:
| « | És incontestablement a Edouard-Alfred Martel a qui es deu el veritable naixement de l'Espeleologia no només a França sinó a tot el món. Els russos el reconeixen com a "pare" de les seves investigacions subterrànies perquè ha descrit les coves de Transcaucàsia; els estatunidencs han oficialment retut homenatge a la seva memòria el dia en què, seguint les seves instruccions, van ser capaços de trobar la connexió entre la cova del Mamut i la de Flint Ridge, a Kentucky, portant a gairebé 500 km les galeries topografiades en una única xarxa càrstica; s'han nomenat grutes en el seu honor fins al tipus Karzt i avencs Martel a tot arreu, incloent una de les dues més gegantines que es coneixen en les quarsites (Veneçuela); hi ha clubs Martel a tot Europa, i també al Japó i Cuba. Em permeto afegir que és certament en record d'ell que se'm va fer l'honor de triar-me, en tant que francès, com el primer president de la Unió Internacional d'Espeleologia, en la seva fundació a Ljubljana (Eslovènia) el 1965. | C'est incontestablement à Edouard-Alfred Martel que l'on doit la véritable naissance de la Spéléologie non seulement en France mais dans le monde entier. Les Russes le reconnaissent comme "père" de leurs recherches souterraines car il a décrit des cavernes de Transcaucasie ; les Américains ont officiellement rendu hommage à sa mémoire le jour où, suivant ses directives, ils ont réussi à trouver la liaison entre Mammoth-Cave et Flint-Ridge-Cave dans le Kentucky, portant ainsi à près de 500 km les galeries topographiées dans un seul réseau karstique ; on a dénommé des grottes en son honneur jusque dans le Karzt type et des gouffres Martel un peu partout, y compris pour l'un des deux plus gigantesques qui soient connus dans des quartzites (au Venezuela) ; il y a des clubs Martel dans toute l'Europe, mais aussi jusqu'au Japon et à Cuba. Je me permettrai d'ajouter que c'est certainement en souvenir de lui que l'on m'a fait l'honneur de me choisir, en tant que Français, comme premier président de l'Union Internationale de Spéléologie, lors de sa fondation à Ljubljana (Slovénie) el 1965. | » |

## Obres principals
El treball de Martel compta amb més de 1000 publicacions.
- Les Cévennes (1890)
- Martel, Édouard-Alfred (1894). Martel, Édouard-Alfred. Librairie Ch. Delagrave. Les abîmes. Les eaux souterraines, les cavernes, les sources, la spéléologie : explorations souterraines effectuées de 1888 à 1893 en France, Belgique, Autriche et Grèce (en francès), 1894 [Consulta: 3 setembre 2009]. Arxivat 2016-03-03 a Wayback Machine.Els abîmes.  Arxivat 2016-03-03 a Wayback Machine. Arxivat 2016-03-03 a Wayback Machine.Els eaux souterraines, els cavernes, els sources, la spéléologie: explorations souterraines effectuées de 1888 à 1893 en France, Belgique, Autriche et Grèce (en francès). Arxivat 2016-03-03 a Wayback Machine. París. Consultat el 3 de setembre de 2009. 578 pàgs
- Le massif de la Bernina - en collaboration avec A. Lorria (1895)
- Irlande et cavernes anglaises (1897)
- Le Trayas et l'Estérel (1899)
- Martel, Édouard-Alfred (1900). impr. de Durand, ed. Martel, Édouard-Alfred. impr. de Durand. La Spéléologie, ou science des cavernes (en francès), 1900 [Consulta: 3 setembre 2009]. Chartres. Consultat el 3 de setembre de 2009. 126 pàgs
- Martel, Édouard-Alfred (1900). impr. de Allier frères, ed. Martel, Édouard-Alfred. impr. de Allier frères. Les Cavernes de la Grande-Chartreuse et du Vercors (en francès), 1900 [Consulta: 3 setembre 2009]. Grenoble. Consultat el 3 de setembre de 2009. 87 pàgs
- Martel, Édouard-Alfred (1901). Martel, Édouard-Alfred. Librairie Ch. Delagrave. Le gouffre et la rivière souterraine de Padirac (Lot). Historique, description, exploration, aménagement (1889-1900) (en francès), 1901 [Consulta: 3 setembre 2009]. Arxivat 2016-03-03 a Wayback Machine. Le gouffre et la rivière souterraine de Padirac (Lot).  Arxivat 2016-03-03 a Wayback Machine. Arxivat 2016-03-03 a Wayback Machine.Historique, description, exploration, aménagement (1889-1900) (en francès). Arxivat 2016-03-03 a Wayback Machine. París. Consultat el 3 de setembre de 2009. 180 pàgs
- La Photographie souterraine (1903)
- " Carte de l'Estérel " (Touring-Club de France) dressée en 1903 parell I. A. Martel avec Mr. P. Boissaye
- La spéléologie au s. XXe (1905)
- Le sol et l'eau: traité d'hygiène - en collaboration avec de Launay, Ogier et Bonjean (1906)
- Martel, Édouard-Alfred (1908).Martel, Édouard-Alfred. E. Flammarion. L'évolution souterraine (en francès), 1908 [Consulta: 3 setembre 2009]. Arxivat 2016-03-03 a Wayback Machine.
- La Côte d'azur russe (1909)
- Les cavernes et les rivières souterraines de la Belgique (1910) pareil I. Van Den Broeck, I. - A. Martel & Ed. Rahir - 2 toms
- Martel, Édouard-Alfred (1928). 0. Martel, Édouard-Alfred. 0. Doin, G. Doin. Le Nouveau traité des eaux souterraines (en francès), 1928 [Consulta: 3 setembre 2009]. Arxivat 2016-08-27 a Wayback Machine.Li Nouveau traité donis eaux souterraines Arxivat 2016-08-27 a Wayback Machine. (en francès). Paris. Consultat el 3 de setembre de 2009. 838 pàgs
- Le Nouveau traité des eaux souterraines, 1922
- Els causses et gorges du Tarn, (1926)
- Martel, Édouard-Alfred (1928). Martel, Édouard-Alfred. Librairie Ch. Delagrave. La France ignorée. Sud-Est de la France (en francès), 1928 [Consulta: 3 setembre 2009]. Arxivat 2016-03-03 a Wayback Machine. La France ignorée.  Arxivat 2016-03-03 a Wayback Machine. Arxivat 2016-03-03 a Wayback Machine.Sud-Est de la France Arxivat 2016-03-03 a Wayback Machine. (en francès). Paris. Consultat el 3 de setembre de 2009. 290 pàgs
- Les Causses majeurs (1936)